# Purány

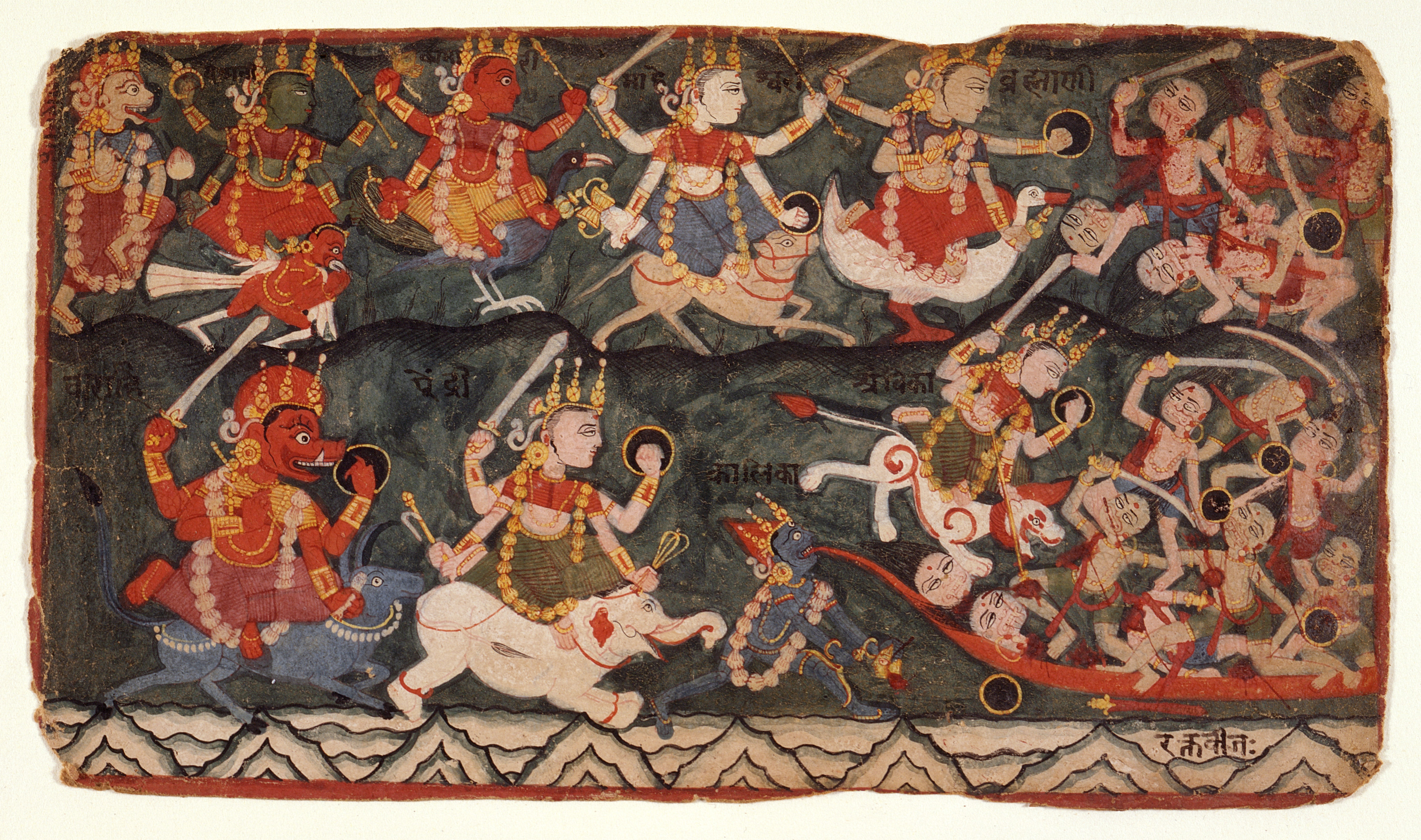
Ilustrace k Márkandéjapuráně z 18. století

Purány (v sanskrtu पुराण, doslova stará vyprávění) jsou hinduistické sbírky starých příběhů. Svými kořeny sahají sice hluboko do minulosti, ale nejstarší z nich získaly svou dnešní podobu na počátku našeho letopočtu a některé dokonce až kolem roku 900 n. l.
Obsahem purán jsou mýty o vzniku vesmíru a bohů, božské, královské a hrdinské genealogie, životopisy světců a králů, chvalozpěvy, popisy poutních míst, ceremonií, slavností i právních zvyklostí. Nebyly vytvářeny jako umělecká literatura, obsahují mnoho folklórních prvků, což se projevuje na jejich nevybroušené formě a časté rozvleklosti. Jejich tvůrci byli lidoví vypravěči nebráhmanského původu, později je převzali kněží a ustanovili je jako posvátné knihy hinduismu.

## Autorita purán
Z hlediska klasifikace indických posvátných pramenů patří purány mezi tzv. písma smriti (paměti, "to, co bylo zapamatováno"). Do této kategorie spolu s puránami patří také historické spisy zvané itihásy (sem spadají indické hrdinské eposy Mahábhárata a Rámájana). Purány a itihásy tedy tvoří kategorii smriti. Naproti tomu existuje skupina písem zvaných šruti ("to, co bylo vyslyšeno"). Do kategorie šruti patří původní védské sbírky, sútry a upanišady. Za autoritativní "zjevené spisy" jsou obvykle považovány pouze písma kategorie šruti, purány a historické příběhy nikoliv. Otázkou je, zda toto přesvědčení odpovídá skutečnosti, nebo zda se nejedná o chybně obecně přijímaný fakt, jelikož spisy na mnoha místech dokládají, že purány a stejně tak historické spisy se nazývají tzv. pátou védou, tedy, že jsou stejně tak autoritativní a "zjevené" jako původní Védy. Přestože purány a mnohé spisy obsahují výroky o své autenticitě, nemohou být tyto pasáže považovány za důkazy, které podporují autoritu purán, a to zkrátka proto, že tato písma nejsou považována za "védská". Na úrovni argumentace musíme tedy použít důkazy (šabda-pramána) z písem kategorie šruti (upanišady, áranjaky atd.). Tyto výroky zde budou nyní uvedeny:

V Brihadáranjaka Upanišadě (2.4.10) se nachází pasáž, která je evidentně klíčovým důkazem zjevených písem podporující autoritu purán a itihás (pro větší autentičnost bude nejprve uveden původní text v sanskrtu a následně jeho překlad):
eva vā are 'sya mahato bhūtasya niḥśvasitam etad yad ṛgvedo yajurvedaḥ sāmavedo 'tharvāṅgirasa itihāsaḥ purāṇaṃ vidyā upaniṣadaḥ ślokāḥ sūtrāṇy anuvyākhyānāni vyākhyānani | asyaivaitāni niśvasitāni ||
"Rg Véda, Jadžur Véda, Sáma Véda, Atharva Véda, Itihásy, Purány, Upanišady, šlóky, sútry, různá umění, vysvětlení a komentáře — všechny pocházejí z dechu Nejvyšší Osoby."
Důležitost tohoto výroku je podpořena skutečností, že je v tomto spise výrok uveden hned dvakrát. Kromě výše citované pasáže z II. kapitoly také ve IV. kapitole (4.5.11).

V Čhandógja Upanišadě (7.1.2) je uvedeno:
ṛgvedaṁ bhagava ‘dhyemi yajurvedaṁ | sāmavedamātharvanaṁ caturthamitihāsapurāṇam  pañcamam vedānāṁ || 
 "Ó pane, studoval jsem Rg Védu, Jadžur Védu, Sáma Védu a Atharva Védu – čtyři Védy, a purány a historické příběhy (itihásy) jako pátou védu."

O kousek dál v Čhandógja Upanišadě je obdobný výrok (7.1.4):
nāma vā ṛgvedo yajurvedaḥ sāmaveda ātharvanaścaturtha itihāsa-purāṇaḥ pañcamo vedānāṁ
"Rg Véda, Jadžur Véda, Sáma Véda a Atharva Véda jsou známy jako čtyři Védy, purány a itihásy jako pátá Véda."
Taittiríja-Áranjaka (2.9) říká: … yad brāhmaṇānītihāsa purāṇāni – „ […] bráhmany, itihásy a purány slouží jako texty, které předepisují postupy obřadů (yajña).“ V této části písmo dává purány a itihásy do stejné kategorie spolu s bráhmany, což jsou spisy kategorie šruti, stejně jako áranjaky. Kdyby nebyly purány a itihásy považovány za stejně důležité a autoritativní v oblasti rituálu jako šruti, nebylo by to ve výše zmíněné pasáži uvedeno. Tímto tedy tato pasáž nepřímo potvrzuje, že purány a itihásy jsou stejně důležité a zjevené, jako šruti písma.

## Rozdělení purán
Základních purán, napsaných v epických sanskrtských dvojverších (slokách), je osmnáct a jsou také označovány jako mahápurány (velké purány). Ty se dělí na tři skupiny:
- první skupina oslavuje boha Višnua a jeho různé vtělení (avatáry):
  - Višnupurána,
  - Bhágavatapurána, nejvýznamnější z mahápurán. Obsahuje 12 zpěvů (celkem 18 tisíc slok), z nichž 10. zpěv pojednává o životě Kršny.
  - Padmapurána,
  - Náradapurána,
  - Garudapurána,
  - Varáhapurána,
- druhá skupina je věnována bohu Šivovi:
  - Matsjapurána,
  - Agnipurána,
  - Kúrmapurána,
  - Lingapurána,
  - Šivapurána,
  - Skandapurána, nejdelší purána (obsahuje 81 tisíc slok),
- a třetí skupina různým vtělením obou hlavních bohů a dalším hinduistickým bohům:
  - Brahmapurána,
  - Márkandéjapurána, nejkratší mahápurána (obsahuje "pouze" devět tisíc slok),
  - Bhaviśjapurána,
  - Brahma-vaivartapurána,
  - Vámanapurána,
  - Brahmándapurána.[1]

Kromě mahápurán existuje ještě osmnáct méně významných vedlejších purán (tzv. upapurány), jejichž seznam je možno nalézt v Kúrmapuráně a které obsahují doplňující texty. Dalším druhem purán jsou i v novoindických jazycích psané místní purány (sthalapurány), týkající se vzniku a tradic různých chrámů a svatyň, a kulapurány, zabývající se mytologickým vznikem kastovního systému.

## Česká vydání

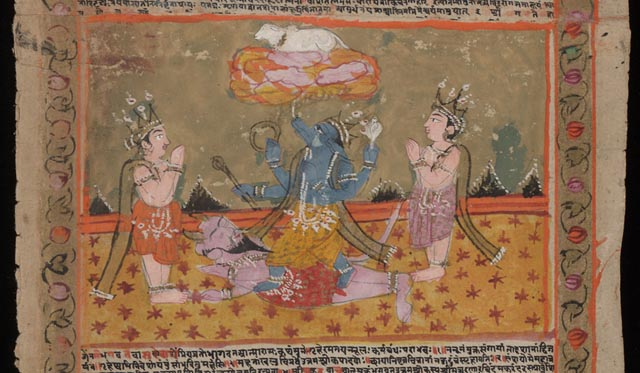
Ilustrace k Bhágavatápuráně

- Śrīmad Bhāgavatam (Bhāgavata Purāna), The Bhaktivedanta Book Trust 1992-2004, přeloženo z anglického překladu A. C. Bhaktivédánty Svámího Prabhupády, s původními sanskrtskými texty, přepisem do latinského písma, českými synonymy, překlady a podrobnými výklady.